# Hector Baltazzi
Hector Baltazzi (* 21. September 1851 in Konstantinopel, Osmanisches Reich; † 2. Januar 1916 in Wien, Österreich-Ungarn) war Pferdesportler und der bekannteste Herrenreiter Österreich-Ungarns in der zweiten Hälfte des 19. Jahrhunderts. Er war der Onkel der tragisch ums Leben gekommenen Mary Vetsera.

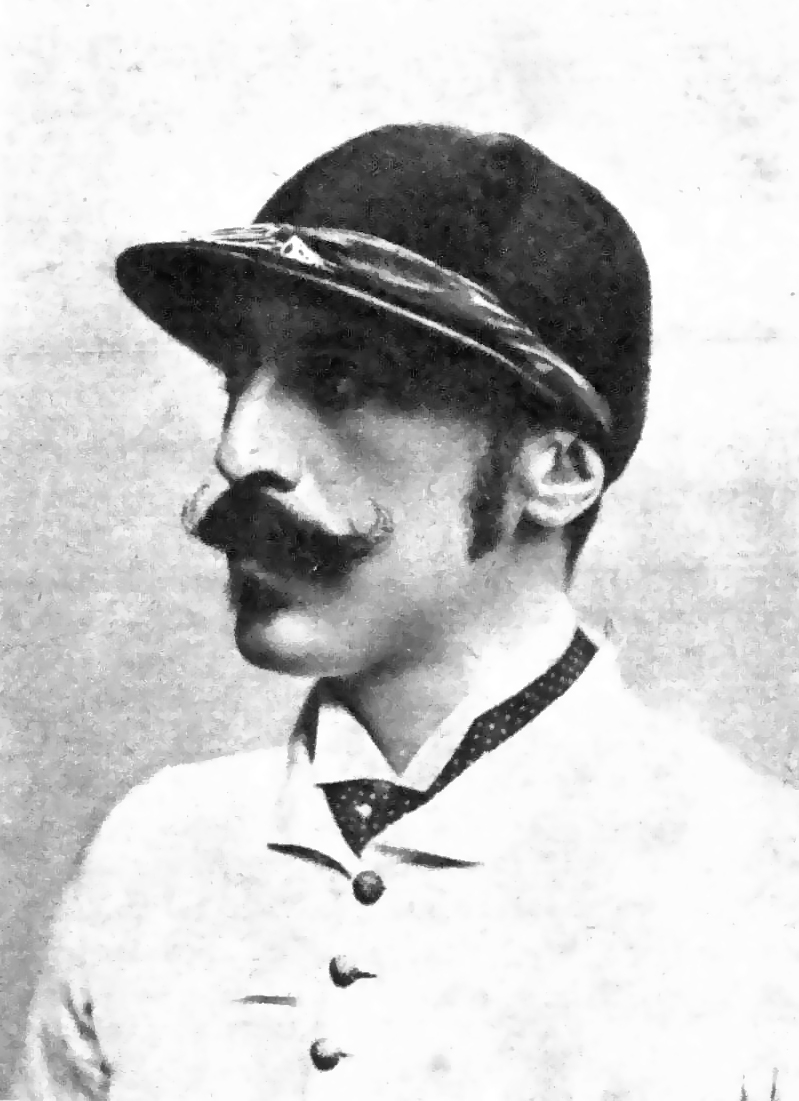
Hector Baltazzi

## Leben
Hector Baltazzi war der zweitälteste Sohn des Bankiers Theodor Baltazzi (* 1788, † 1860) und dessen zweiter aus England stammenden Ehefrau Elizabeth geb. Sarell (* 1821, † 1863). Da er bereits im Kindesalter beide Eltern verlor, kam er – zusammen mit seinen (ebenfalls Pferdebegeisterten) Brüdern Alexander und Aristides zu Verwandten nach England, wo er sich intensiv dem Sport widmete. Besonders den Pferden galt sein besonderes Interesse. Bereits im Alter von 12 Jahren errang er seine ersten Siege auf Rennpferden. Im Laufe der Jahre entwickelte er sich, gemäß zeitgenössischer Presse, zum „kosmopolitischen Reiter“, indem er Rennen an 57 Rennplätzen bestritt. Von 568 Ritten errang er 184 Siege, die ihm weit über die Grenzen Österreich-Ungarns bekannt machten. Unter den Brüdern Baltazzi war Hector der Begabteste und die herausragende Erscheinung im Reitsport der damaligen Zeit.
Hector Baltazzi kaufte gemeinsam mit seinem Bruder Alexander von Königlichen Ungarischen Gestüt das Pferd 'Kisbér'  welches 1876 überraschend das englische Epson-Derby und kurz danach auch den Grand Prix de Paris gewann. Durch diesen Rennerfolg erlangten die 'Baltazzi-Brüder' internationale Anerkennung. In den Jahren 1881, 1883 und 1887 gewann Hector Baltazzi das Pferderennen in böhmischen Pardubitz, der bekanntesten Steeplechase des damaligen Österreich-Ungarns.
Zusammen mit seinem ebenfalls für den Reitsport begeisterten Brüdern und dank des außerordentlichen Reittalents fand Hector Aufnahme in die höchsten gesellschaftlichen Kreise der damaligen Zeit. Kaiser Franz Joseph verhielt sich den 'Baltazzi-Brüdern' hingegen äußerst reserviert und zurückhaltend, da er sie für neureiche und nicht standesgemäße Emporkömmlinge hielt. Trotzdem wurde Hector zu einem gern gesehenen Gast auf allen bedeutenden Turnierplätzen Europas. Anlässlich einer Jagd in englischen Belvoir Castle  lernte er durch Marie in Bayern deren reitbegeisterte Schwester, Kaiserin Elisabeth näher kennen. Die Baltazzis feierten wahre Triumphe auf englischen Rennbahnen und deshalb sind sie auch von der ersten englischen Gesellschaft akzeptiert worden. Elisabeths Hofdame, Gräfin Maria Festetics sah diese Bekanntschaft mit den Baltazzis durchaus kritisch. Am 26. August 1874 schrieb sie in ihr Tagebuch: Man muss sehr achtgeben. Die Brüder gehen im Sport auf, reiten famos, drängen sich überall hin, sind für uns gefährlich, weil sie ganz englisch sind und wegen der Pferde. Die Hofdame befürchtete wie viel böses Blut das Einvernehmen der Kaiserin mit solchen gesellschaftlichen Aufsteigern machen würde, so Brigitte Hamann in ihrem Buch. Elisabeth ließ sich jedoch von den Warnungen ihrer Hofdame nicht beeinträchtigen. Sie überreichte dem bei einem Rennen siegreichen Hector Baltazzi auf der Insel Wight einen Pokal. Und danach wurde ungehemmt und ausgelassen mit Champagner gefeiert.
Im Jahre 1875 heiratete Hector Baltazzi die ebenfalls pferdebegeisterte Anna Gräfin Ugarte (* 1. Mai 1855, † 1905). Es war eine unglückliche, kinderlose Ehe, die 1891 geschieden wurde. Zur Trennung trug auch die Tragödie auf Schloss Mayerling bei. Die Washington Post berichtet folgendes darüber:  „Als sie sich von ihrem Mann trennte, stellte sie sich immer vor, dass die Leute sie als Ehefrau eines Baltazzi als indirekt mit der Tragödie von Meyerling [sic] verbunden sahen, und dass sie nicht umhin konnten, sie als angeheiratete Tante der jungen Baronin Marie Vetsera zu betrachten. […] Sie verließ Österreich, teilte ihre Zeit zwischen Paris und den Jagdbezirken von Leicestershire in England auf, beging schließlich in Melton Mowbray Selbstmord und schoss sich ins Herz.“
Die Mayerling-Tragödie besiegelte am Ende nicht nur das Schicksal der Vetseras, sondern auch jenes der Familie Baltazzi, die beim Wiener Hof in Ungnade fielen. Die Brüder Baltazzi wurde danach wochenlang von der damaligen Geheimpolizei beschattet.

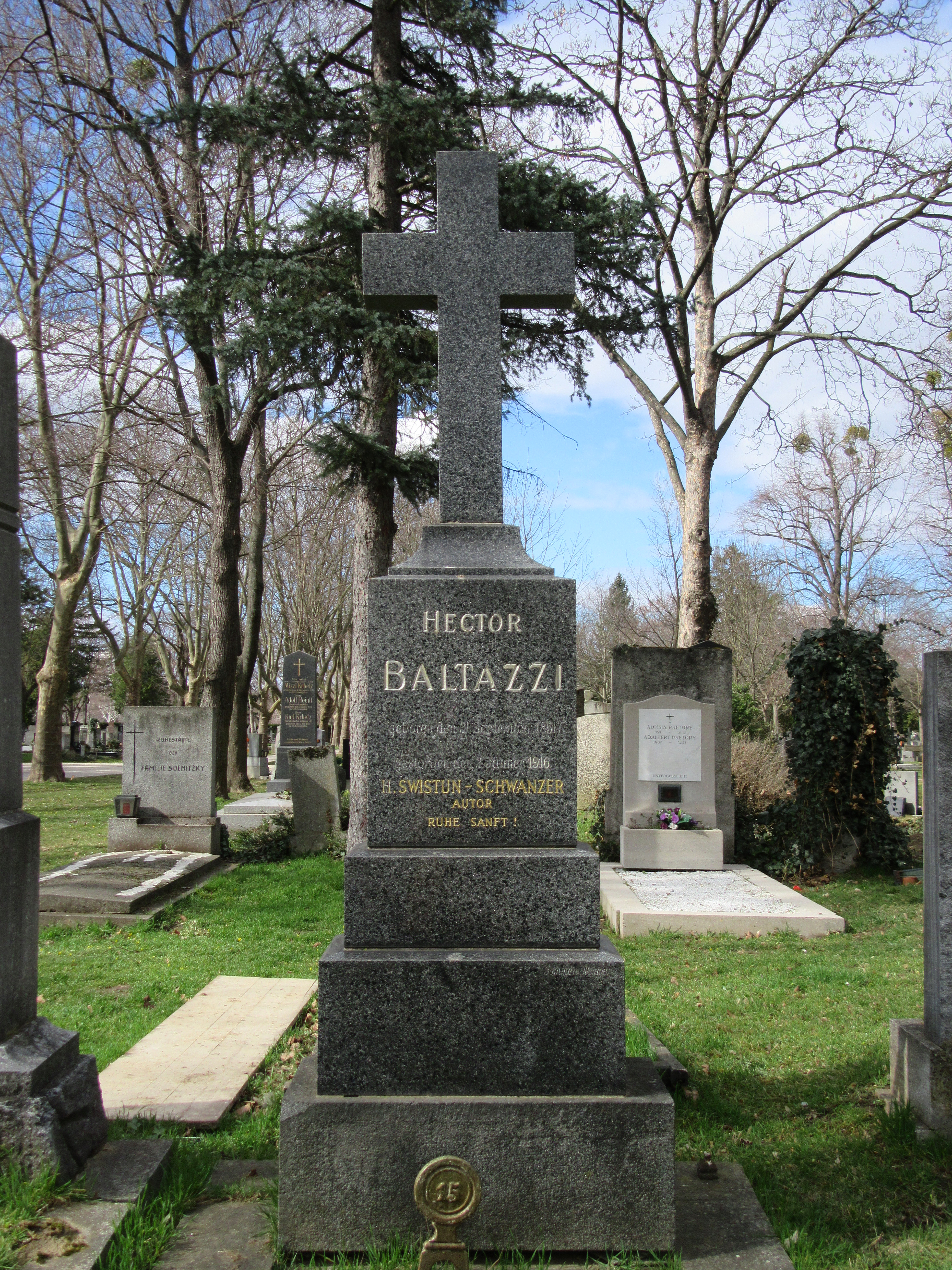
Grab von Hector Baltazzi am Wiener Zentralfriedhof

Anfang der 1890er Jahre begann Hector Baltazzi eine Liebesbeziehung mit der noch unmündigen jugendlichen Hofopernsängerin Clementine Krauss (* 25. April 1877 in Wien, † 18. April 1938 in Prag). Wann und wo sich die beiden kennenlernten, ist nicht bekannt. Diese Liaison blieb nicht ohne Folgen; die erst 15-jährige Sängerin brachte ihren Sohn Clemens außerehelich am 31. März 1893 in der Wohnung ihres Vaters in Wien, Belvederegasse 7 zur Welt. In späteren Jahren entwickelte sich Clemens Krauss zum weltberühmten Dirigenten.
Im Jahre 1904 erlitt Hector Baltazzi in Brüssel eine schwere Hirnhautentzündung, er schwebte in Lebensgefahr, letztlich gelang es ihm sich aus dieser Krankheit zu erholen. Er ließ sich in Paris nieder, wo er seinen dauerhaften Wohnsitz aufschlug. Zu Beginn des Ersten Weltkrieges wurde er jedoch aus Frankreich ausgewiesen und war gezwungen nach Wien zurückzukehren. In seinen letzten Lebensjahren lebte er ziemlich zurückgezogen. Hector Baltazzi starb am 2. Januar 1916 an einem Tisch des Wiener Jockey-Clubs plötzlich und unerwartet an den Folgen eines Herzschlags. Seine letzte Ruhestätte befindet sich am Wiener Zentralfriedhof.